# 2,5-二氢呋喃
2,5-二氢呋喃（英語：2,5-Dihydrofuran）是一种杂环化合物。该化合物可以由环氧化合物及丁二烯通过重排反应制得。